# Jean Luc Herbulot
Jean Luc Herbulot (nascut el 1983 a Pointe-Noire, República del Congo) és un director de cinema i guionista congolès.

## Biografia
Herbulot va començar a dibuixar i escriure contes des de ben petit. Les seves activitats van incloure escriure, dibuixar, compondre música, treballar amb videojocs i disseny gràfic.
El 2004, mentre estudiava edició com a part dels seus estudis multimèdia a París, va dirigir el seu primer curtmetratge, titulat Vierge(s), del qual també va fer el guió, el guió, la il·luminació, el muntatge i el llançament de DVD.
Herbulot es va graduar com a gestor de projectes multimèdia i va començar a treballar al TF1 com a dissenyador gràfic.
Mentrestant, va crear la seva pròpia productora, que feia vídeos musicals exclusivament per a artistes independents, per tal de mantenir alts estàndards creatius per a produccions de baix pressupost.
L'any 2009, va coproduir i dirigir la pel·lícula Concurrence loyale. El repartiment incloïa Thierry Frémont i Sagamore Stévenin.
Herbulot va guanyar el seu primer premi per a un videoclip de hip hop al Festival Internacional de Videoclips de París de França pel seu videoclip de la cançó "Blokkk Identitaire" de Medine i Youssoupha de 2013.
El 2014 va escriure i dirigir la pel·lícula Dealer, el seu primer llargmetratge independent a França, que es va estrenar al FanTasia de Mont-real, Canadà, i va obrir el Festival L'Étrange de Paris. La pel·lícula es va inspirar en la vida de l'actor francès Dan Bronchinson.
El 2019, va crear, dirigir i operar com a showrunner de la sèrie de televisió Sakho & Mangane, filmada íntegrament a Dakar per a Canal+ Afrique, amb els actors Yann Gael i Issaka Sawadogo.
El seu projecte més recent és el llargmetratge Saloum, que barreja elements de la mitologia africana amb western i el terror. La pel·lícula es va estrenar al Festival Internacional de Cinema de Toronto de 2021.